# 松花江上游区
西流松花江、松花江上游区，旧称第二松花江、二松，松花江吉林段（自长白山天池而下至与嫩江合流之三岔河口，满洲国之扶余县三岔河口），从满洲国起至1988年采用的名称。如今已经废止，只有在水利部门的专业文献中有所提及。

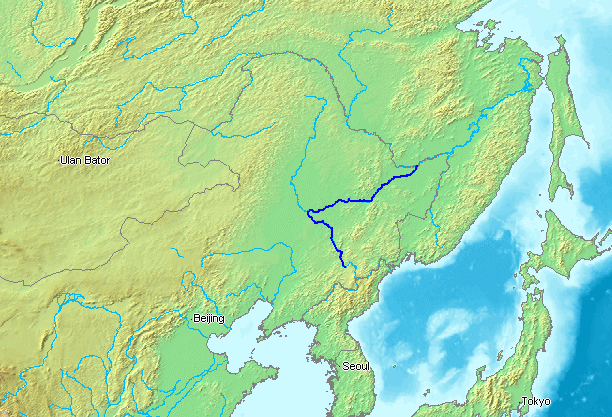
松花江位置圖

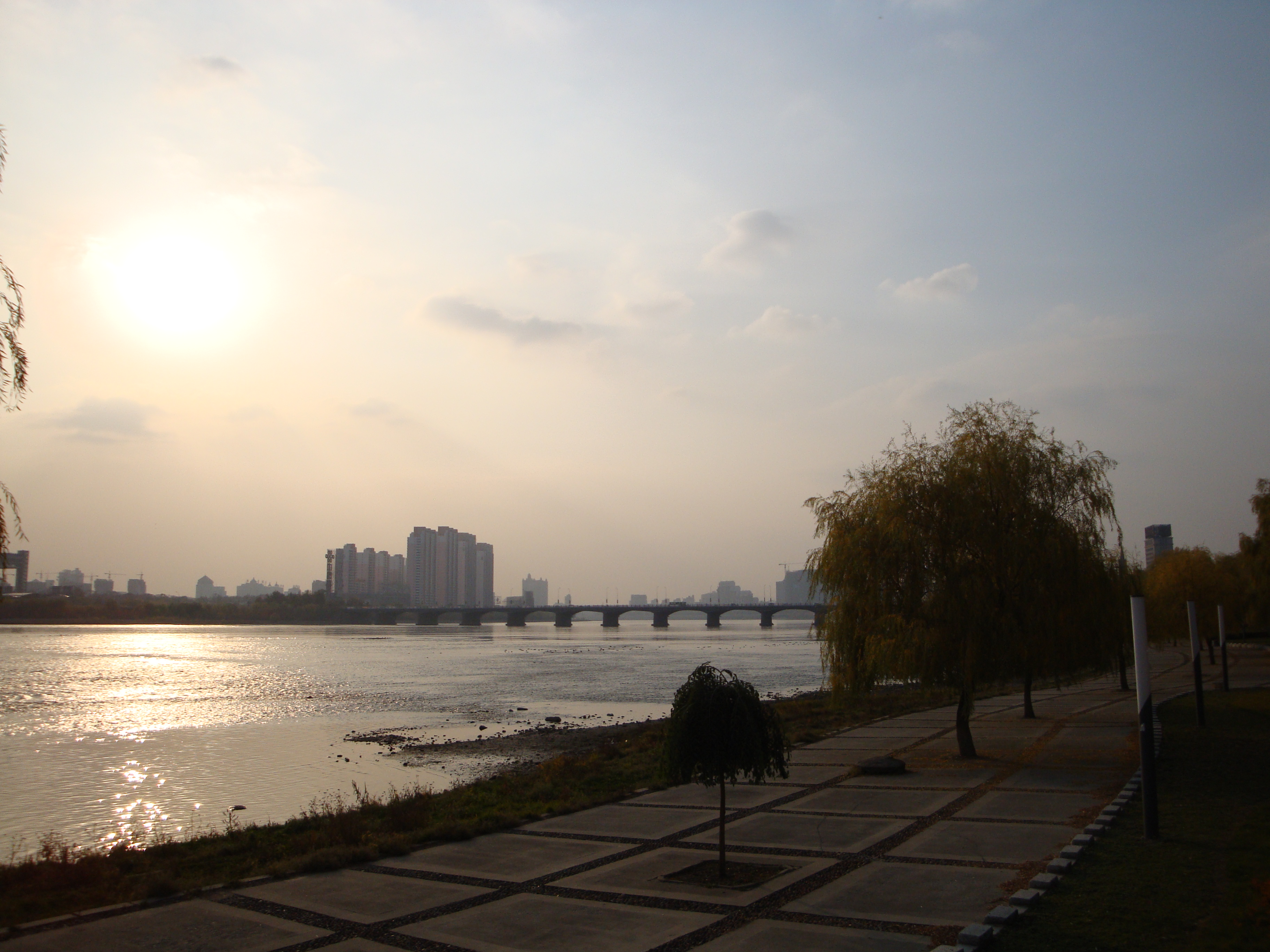

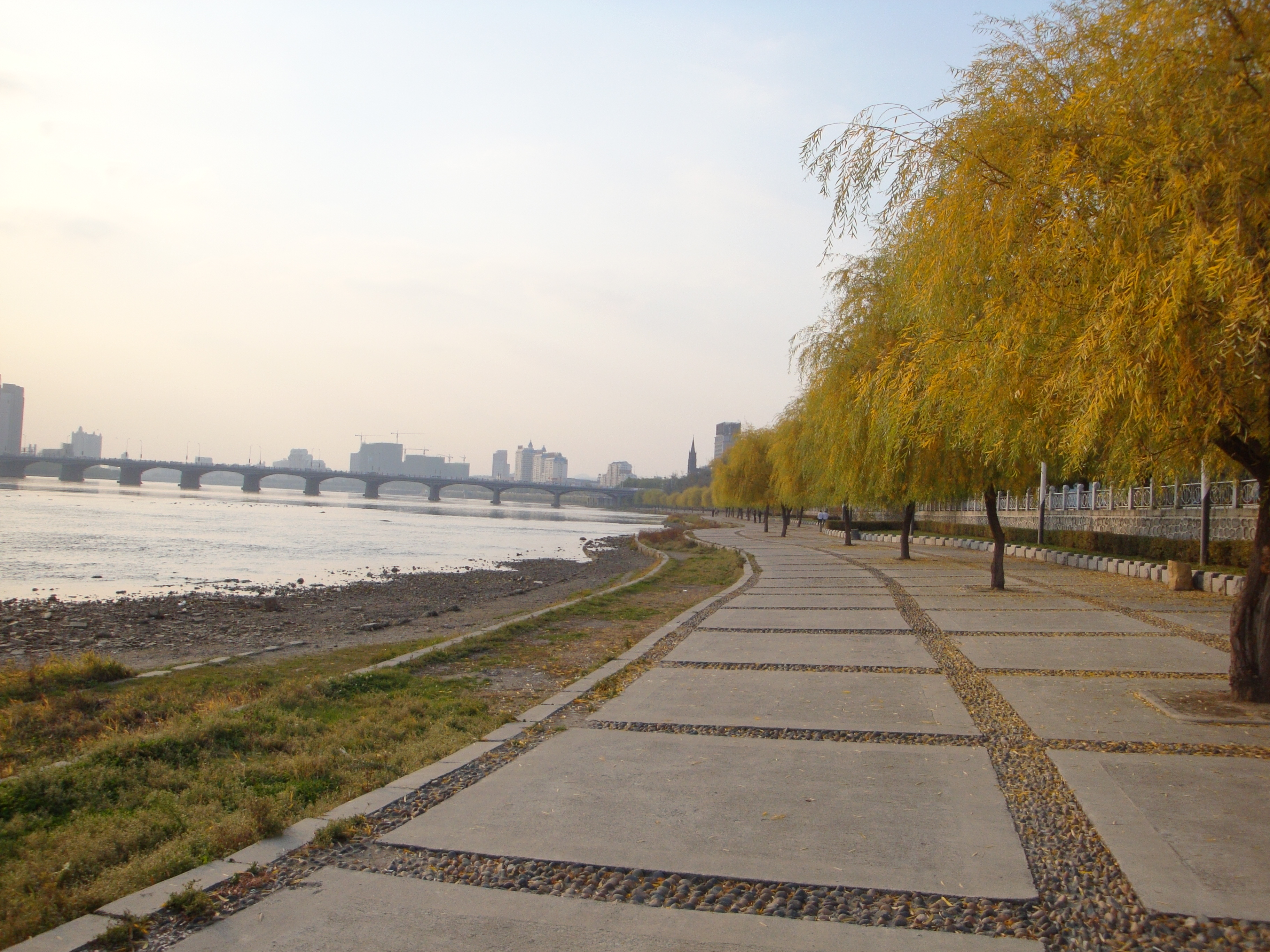

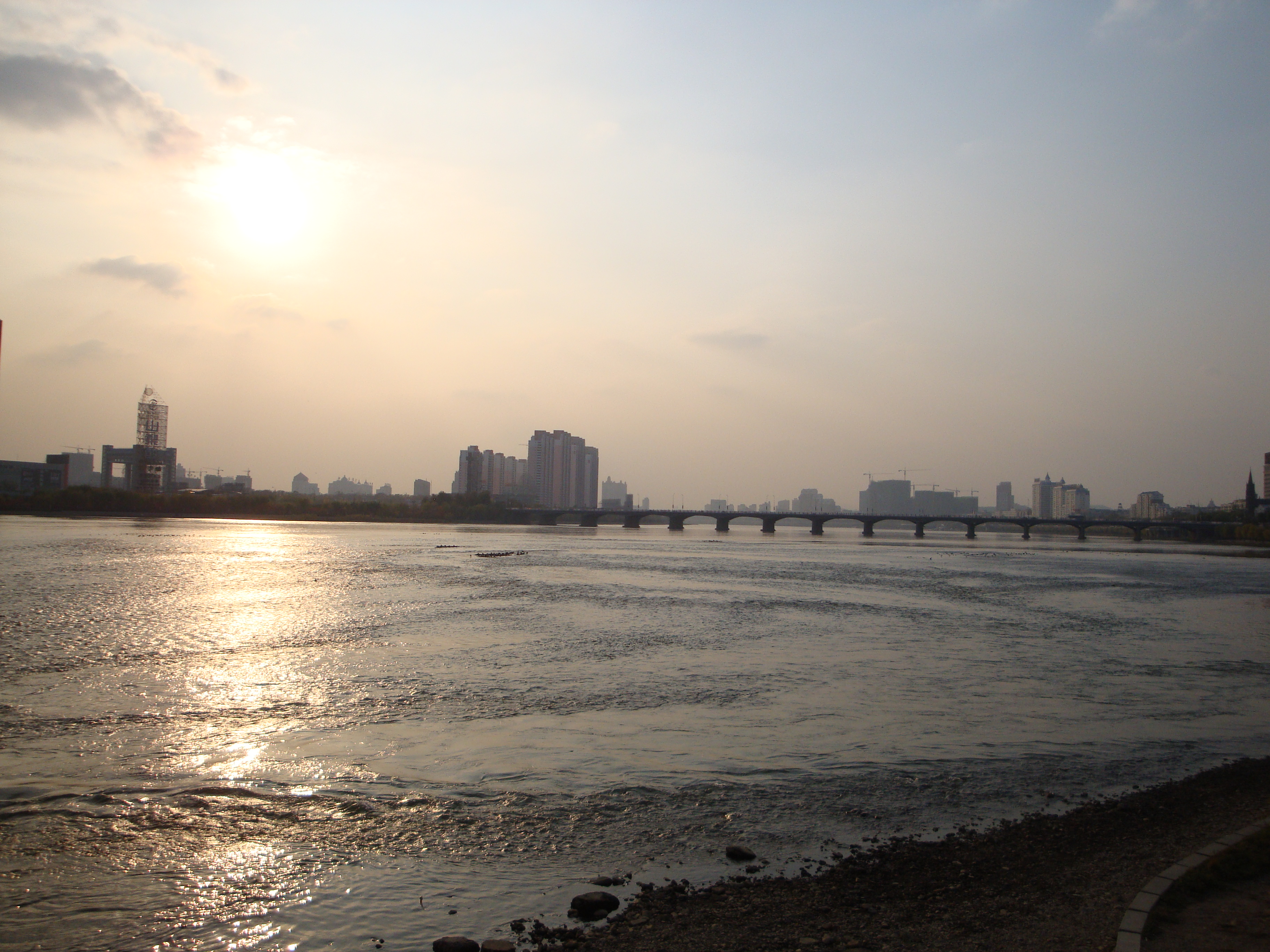

松花江有两个源头，其一为源于长白山天池的松花江正源（西流松花江），另一为源于小兴安岭的嫩江，两江在扶余县汇合称东流松花江，折向东北流至县级同江市注入黑龙江。西流松花江（即松花江吉林省段）是松花江这一名词的历史根源。
满洲国时期的1939年4月，为平衡松花江的吉林段与嫩江的正源之争，改称为第二松花江，与嫩江合流之后的干流才称为松花江，并在第二松花江上修建号称“亚洲第一大电站”的丰满水电站。
“第二松花江”的名称在中華人民共和國建政后很长一段时间，与“松花江上游区”并用。1988年2月25日，吉林省地名委员会、吉林省水利厅在高级工程师彭士煌的建议下，发布吉地字〔1988〕第2号文件《关于废止“第二松花江”名称恢复“松花江”名称的通知》，废止第二松花江的名称，恢复松花江原称；以三岔河口为界，分为上游区和下游区。文件认为，传统上发源自长白山的松花江上游江段就叫做松花江，“第二松花江”是帝国主义殖民侵略的产物，依据群众意愿，经吉林省人民政府批准，应恢复原名。文件的附件考证，“第二松花江”一词最早出现在俄罗斯帝国1907年出版的《松花江志》一书，书中按照河长、水量将嫩江确定为松花江的源头，把三岔河口以上的部分称为“第二松花江”，以下的部分称为“第一松花江”。2013年8月5日，吉林省水利厅发布吉水办〔2013〕1000号文件《吉林省水利厅关于废止“第二松花江”名称恢复“松花江”名称的通知》，重申了这一要求。
发源于长白山主峰附近的长白山天池。由东南向西北流，在黑龙江省与吉林省交界处、扶餘縣三岔河附近与嫩江汇合后，始称松花江。长795千米，流域面积78180平方千米。
松花江（西流松花江）上游又有两源：南源头道江、北源二道江，均发源于白头山。两源在吉林省靖宇县两江口汇合后始称松花江。北源二道江在安图县境内由头道白河、二道白河、三道白河、四道白河、五道白河自西向东排列汇流而成，其中二道白河源出白头山天池，是松花江的正源。
吉林市以下可通汽轮，通航期为4月中旬至11月上旬。
冬季的吉林市，气温约在摄氏零下十至二十度。但由于丰满水电站发电排入下游的江水在吉林市一段江面不结冰，水汽遇冷凝结在岸边的柳丝、松叶上，形成一簇簇、一串串晶莹似玉的冰花，是为闻名全国的“吉林雾凇”（俗称“树挂”）奇景。 
西流松花江水电资源丰富，目前干流上已经建成丰满水电站、红石水电站、白山水电站。2000年后，将重点开发上游支流水电，包括头道江的双沟（280MW）、小山（100MW）、石龙（70MW）、漫江（32MW）；二道江的两江（70MW）、四湖沟（150MW）；干流丰满电站三期扩机（280MW）。